# Elena Bovina
Elena Olegovna Bovina (en russe : Елена Олеговна Бовина) est une joueuse de tennis russe née le 10 mars 1983 à Moscou. Elle fut professionnelle entre 1998 et 2012. Ses coups forts sont son service et son coup droit.
Junior, elle a été finaliste aux Petits As en 1997, battue par la future numéro un mondiale Kim Clijsters.
Blessée à l'épaule, elle n'a pas joué de fin 2005 à début 2007.
Son père a joué pour l'équipe d'URSS de water-polo.

## Palmarès

### Titres en simple dames
| No | Date       | Nom et lieu du tournoi                  | Catégorie | Dotation  | Surface         | Finaliste        | Score         |          |
| -- | ---------- | --------------------------------------- | --------- | --------- | --------------- | ---------------- | ------------- | -------- |
| 1  | 06/05/2002 | J&S Cup, Varsovie                       | Tier III  | 170 000 $ | Terre (ext.)    | Henrieta Nagyová | 6-3, 6-1      | Parcours |
| 2  | 16/09/2002 | Challenge Bell, Québec                  | Tier III  | 170 000 $ | Moquette (int.) | Marie Mikaelian  | 6-3, 6-4      | Parcours |
| 3  | 23/08/2004 | Pilot Pen Tennis by Michelob, New Haven | Tier II   | 585 000 $ | Dur (ext.)      | Nathalie Dechy   | 6-2, 2-6, 7-5 | Parcours |

### Finales en simple dames
| No | Date       | Nom et lieu du tournoi       | Catégorie | Dotation  | Surface         | Vainqueure       | Score         |          |
| -- | ---------- | ---------------------------- | --------- | --------- | --------------- | ---------------- | ------------- | -------- |
| 1  | 09/04/2001 | Estoril Open, Estoril        | Tier IV   | 140 000 $ | Terre (ext.)    | Angeles Montolio | 3-6, 6-3, 6-2 | Parcours |
| 2  | 27/09/2004 | Gaz de France Stars, Hasselt | Tier III  | 170 000 $ | Moquette (int.) | Elena Dementieva | 0-6, 6-0, 6-4 | Parcours |
| 3  | 25/10/2004 | Generali Ladies, Linz        | Tier II   | 585 000 $ | Dur (int.)      | Amélie Mauresmo  | 6-2, 6-0      | Parcours |

### Titres en double dames
| No | Date       | Nom et lieu du tournoi            | Catégorie | Dotation    | Surface         | Partenaire         | Finalistes                         | Score     |          |
| -- | ---------- | --------------------------------- | --------- | ----------- | --------------- | ------------------ | ---------------------------------- | --------- | -------- |
| 1  | 15/10/2001 | Eurotel Slovak Indoors Bratislava | Tier V    | 110 000 $   | Dur (int.)      | Dája Bedáňová      | Nathalie Dechy Meilen Tu           | 6-3, 6-4  | Parcours |
| 2  | 22/10/2001 | SEAT Open Luxembourg              | Tier III  | 170 000 $   | Dur (int.)      | Daniela Hantuchová | Bianka Lamade Patty Schnyder       | 6-3, 6-3  | Parcours |
| 3  | 08/04/2002 | Estoril Open Estoril              | Tier IV   | 140 000 $   | Terre (ext.)    | Zsofia Gubacsi     | Barbara Rittner María Vento-Kabchi | 6-3, 6-1  | Parcours |
| 4  | 14/10/2002 | Swisscom Challenge Zurich         | Tier I    | 1 224 000 $ | Dur (int.)      | Justine Henin      | Jelena Dokić Nadia Petrova         | 6-2, 7-62 | Parcours |
| 5  | 27/01/2003 | Toray Pan Pacific Open Tokyo      | Tier I    | 1 300 000 $ | Moquette (int.) | Rennae Stubbs      | Lindsay Davenport Lisa Raymond     | 6-3, 6-4  | Parcours |

### Finales en double dames
| No | Date       | Nom et lieu du tournoi                  | Catégorie | Dotation  | Surface      | Vainqueures                       | Partenaire       | Score         |          |
| -- | ---------- | --------------------------------------- | --------- | --------- | ------------ | --------------------------------- | ---------------- | ------------- | -------- |
| 1  | 15/04/2002 | Budapest Open Budapest                  | Tier V    | 110 000 $ | Terre (ext.) | Catherine Barclay Émilie Loit     | Zsofia Gubacsi   | 4-6, 6-3, 6-3 | Parcours |
| 2  | 29/04/2002 | Croatian Ladies Open Bol                | Tier III  | 170 000 $ | Terre (ext.) | Tathiana Garbin Angelique Widjaja | Henrieta Nagyová | 7-5, 3-6, 6-4 | Parcours |
| 3  | 04/08/2003 | JPMorgan Chase Open by Audi Los Angeles | Tier II   | 635 000 $ | Dur (ext.)   | Mary Pierce Rennae Stubbs         | Els Callens      | 6-3, 6-3      | Parcours |

### Titre en double mixte
| No | Date       | Nom et lieu du tournoi    | Catégorie | Dotation    | Surface    | Partenaire     | Finalistes                       | Score     |          |
| -- | ---------- | ------------------------- | --------- | ----------- | ---------- | -------------- | -------------------------------- | --------- | -------- |
| 1  | 19/01/2004 | Australian Open Melbourne | G. Chelem | 5 590 310 $ | Dur (ext.) | Nenad Zimonjić | Martina Navrátilová Leander Paes | 6-1, 7-63 | Parcours |

### Finale en double mixte
| No | Date       | Nom et lieu du tournoi | Catégorie | Dotation    | Surface      | Vainqueures            | Partenaire   | Score    |          |
| -- | ---------- | ---------------------- | --------- | ----------- | ------------ | ---------------------- | ------------ | -------- | -------- |
| 1  | 27/05/2002 | Roland-Garros Paris    | G. Chelem | 5 011 256 $ | Terre (ext.) | Cara Black Wayne Black | Mark Knowles | 6-3, 6-3 | Parcours |

## Parcours en Grand Chelem

### En simple dames
| Année | Open d'Australie                                    | Open d'Australie                                         | Internationaux de France                       | Internationaux de France                       | Wimbledon                                             | Wimbledon                                         | US Open                                          | US Open           |
| ----- | --------------------------------------------------- | -------------------------------------------------------- | ---------------------------------------------- | ---------------------------------------------- | ----------------------------------------------------- | ------------------------------------------------- | ------------------------------------------------ | ----------------- |
| 2000  | —                                                   | —                                                        | 1er tour (1/64)                                | Lisa Raymond                                   | Q1 \|\| style="text-align:left" \| Daniela Hantuchová | Q2 \|\| style="text-align:left" \| Louise Latimer |                                                  |                   |
| 2001  | 1er tour (1/64)                                     | Nadia Petrova                                            | 3e tour (1/16)                                 | Sandrine Testud                                | 2e tour (1/32)                                        | Magdalena Maleeva                                 | 1er tour (1/64)                                  | Adriana Gerši     |
| 2002  | 1er tour (1/64)                                     | A. Serra Zanetti                                         | 1er tour (1/64)                                | Silvia Farina                                  | 2e tour (1/32)                                        | Tatiana Panova                                    | 1/4 de finale                                    | Lindsay Davenport |
| 2003  | 4e tour (1/8)                                       | Meghann Shaughnessy                                      | 2e tour (1/32)                                 | Rita Grande                                    | 2e tour (1/32)                                        | Maria Sharapova                                   | 1er tour (1/64)                                  | Ľudmila Cervanová |
| 2004  | 2e tour (1/32)                                      | Claudine Schaul                                          | 3e tour (1/16)                                 | Jennifer Capriati                              | 2e tour (1/32)                                        | Daniela Hantuchová                                | 3e tour (1/16)                                   | Lindsay Davenport |
| 2005  | —                                                   | —                                                        | 4e tour (1/8)                                  | Nadia Petrova                                  | —                                                     | —                                                 | —                                                | —                 |
|       |                                                     |                                                          |                                                |                                                |                                                       |                                                   |                                                  |                   |
| 2007  | 1er tour (1/64)                                     | Li Na                                                    | —                                              | —                                              | —                                                     | —                                                 | —                                                | —                 |
| 2008  | —                                                   | —                                                        | —                                              | —                                              | —                                                     | —                                                 | Q2 \|\| style="text-align:left" \| Julia Schruff |                   |
| 2009  | Q1 \|\| style="text-align:left" \| Eléni Daniilídou | Q1 \|\| style="text-align:left" \| Tatjana Malek         | —                                              | —                                              | Q1 \|\| style="text-align:left" \| Yvonne Meusburger  |                                                   |                                                  |                   |
| 2010  | Q2 \|\| style="text-align:left" \| Julia Schruff    | Q2 \|\| style="text-align:left" \| Bethanie Mattek-Sands | Q2 \|\| style="text-align:left" \| Kaia Kanepi | Q2 \|\| style="text-align:left" \| Sania Mirza |                                                       |                                                   |                                                  |                   |
| 2011  | Q1 \|\| style="text-align:left" \| Eléni Daniilídou | —                                                        | —                                              | —                                              | —                                                     | —                                                 | —                                                |                   |

À droite du résultat, l’ultime adversaire.

### En double dames
| Année | Open d'Australie               | Open d'Australie       | Internationaux de France     | Internationaux de France | Wimbledon                   | Wimbledon                   | US Open                       | US Open                  |
| ----- | ------------------------------ | ---------------------- | ---------------------------- | ------------------------ | --------------------------- | --------------------------- | ----------------------------- | ------------------------ |
| 2001  | -                              | -                      | -                            | -                        | -                           | -                           | 1er tour (1/32) D. Hantuchová | S. Farina I. Tulyaganova |
| 2002  | 1er tour (1/32) A. Stevenson   | N. Grandin A. van Exel | 3e tour (1/8) D. Bedáňová    | L. Raymond R. Stubbs     | 1er tour (1/32) D. Bedáňová | N. De Villiers I. Selyutina | 1er tour (1/32) D. Bedáňová   | I. Majoli C. Martínez    |
| 2003  | 3e tour (1/8) J. Henin         | V. Ruano P. Suárez     | 1/4 de finale A. molik       | D. Hantuchová C. Rubin   | -                           | -                           | 1/4 de finale R. Stubbs       | V. Ruano P. Suárez       |
| 2005  | -                              | -                      | 2e tour (1/16) E. Dementieva | I. Benešová K. Peschke   | -                           | -                           | -                             | -                        |
| 2007  | 2e tour (1/16) A. Kudryavtseva | Sun S. Sun T.          | -                            | -                        | -                           | -                           | -                             | -                        |

Sous le résultat, la partenaire ; à droite, l’ultime équipe adverse.

### En double mixte
| Année | Open d'Australie           | Open d'Australie       | Internationaux de France | Internationaux de France | Wimbledon                  | Wimbledon             | US Open                  | US Open              |
| ----- | -------------------------- | ---------------------- | ------------------------ | ------------------------ | -------------------------- | --------------------- | ------------------------ | -------------------- |
| 2002  | -                          | -                      | Finale M. Knowles        | C. Black W. Black        | 1er tour (1/32) M. Knowles | I. Selyutina W. Black | 1/4 de finale M. Knowles | E. Callens R. Koenig |
| 2003  | -                          | -                      | -                        | -                        | 1/4 de finale S. Humphries | An. Rodionova A. Ram  | -                        | -                    |
| 2004  | Victoire N. Zimonjić       | M. Navrátilová L. Paes | 1/2 finale N. Zimonjić   | T. Golovin R. Gasquet    | -                          | -                     | -                        | -                    |
| 2007  | 1er tour (1/16) Y. Allegro | S. Stosur L. Paes      | -                        | -                        | -                          | -                     | -                        | -                    |

Sous le résultat, le partenaire ; à droite, l’ultime équipe adverse.

## Parcours en Fed Cup
| #                                                                         | Date       | Lieu     | Surface      | Gagnante(s)                       | Perdante(s)                         | Score           |          |
|                                                                           |            |          |              |                                   |                                     |                 |          |
| 2001 - Round robin (groupe mondial) - Russie - République tchèque - 2 : 1 |            |          |              |                                   |                                     |                 |          |
| 1                                                                         | 07/11/2001 | Madrid   | Terre (int.) | Květa Hrdličková                  | Elena Bovina                        | 3-6, 6-1, 8-6   | Parcours |
|                                                                           |            |          |              |                                   |                                     |                 |          |
| 2001 - Round robin (groupe mondial) - Russie - Argentine - 3 : 0          |            |          |              |                                   |                                     |                 |          |
| 2                                                                         | 08/11/2001 | Madrid   | Terre (int.) | Elena Bovina Elena Likhovtseva    | Laura Montalvo María Emilia Salerni | 7-66, 6-75, 6-4 | Parcours |
|                                                                           |            |          |              |                                   |                                     |                 |          |
| 2001 - Round robin (groupe mondial) - Russie - France - 2 : 1             |            |          |              |                                   |                                     |                 |          |
| 3                                                                         | 09/11/2001 | Madrid   | Terre (int.) | Virginie Razzano Nathalie Tauziat | Elena Bovina Elena Likhovtseva      | 7-65, 6-1       | Parcours |
|                                                                           |            |          |              |                                   |                                     |                 |          |
| 2002 - Barrage (groupe mondial I) - Chine - Russie - 0 : 5                |            |          |              |                                   |                                     |                 |          |
| 4                                                                         | 20/07/2002 | Pékin    | Dur (int.)   | Elena Bovina                      | Li Na                               | 6-0, 6-2        | Parcours |
| 4                                                                         | 20/07/2002 | Pékin    | Dur (int.)   | Elena Bovina Tatiana Panova       | Yan Zi Zheng Jie                    | 6-3, 7-63       | Parcours |
|                                                                           |            |          |              |                                   |                                     |                 |          |
| 2003 - 1/4 de finale (groupe mondial) - Slovénie - Russie - 0 : 5         |            |          |              |                                   |                                     |                 |          |
| 5                                                                         | 19/07/2003 | Portorož | Terre (ext.) | Elena Bovina                      | Katarina Srebotnik                  | 7-64, 6-2       | Parcours |
|                                                                           |            |          |              |                                   |                                     |                 |          |
| 2005 - 1/4 de finale (groupe mondial) - Italie - Russie - 1 : 4           |            |          |              |                                   |                                     |                 |          |
| 6                                                                         | 23/04/2005 | Brindisi | Terre (ext.) | Elena Bovina                      | Maria Elena Camerin                 | 6-3, 3-6, 6-2   | Parcours |

## Classements WTA en fin de saison

### En simple
| Année | 1998 | 1999 | 2000 | 2001 | 2002 | 2003 | 2004 | 2005 | 2006 | 2007 | 2008 | 2009 | 2010 | 2011 | 2012 |
| Rang  | 382  | 398  | 135  | 49   | 26   | 21   | 15   | 62   | 1420 | 324  | 186  | 225  | 154  | 301  | 214  |

Source : (en) « Classements de Elena Bovina », sur le site officiel du WTA Tour

### En double
| Année | 1998 | 1999 | 2000 | 2001 | 2002 | 2003 | 2004 | 2005 | 2006 | 2007 | 2008 | 2009 | 2010 | 2011 | 2012 |
| Rang  | 187  | 187  | 187  | 87   | 27   | 22   | 68   | 142  | -    | 278  | -    | 255  | 185  | 105  | 116  |

Source : (en) « Classements de Elena Bovina », sur le site officiel du WTA Tour